# Pjotr Arkadjewitsch Stolypin

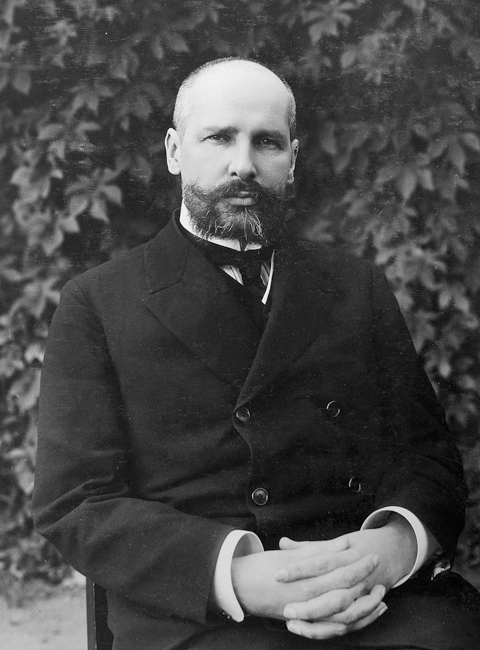
Pjotr Stolypin

Pjotr Arkadjewitsch Stolypin (russisch Пётр Арка́дьевич Столы́пин, wiss. Transliteration Pëtr Arkad'evič Stolypin; * 2. Apriljul. / 14. April 1862greg. in Dresden; † 5. Septemberjul. / 18. September 1911greg. in Kiew) war ein russischer Staatsmann, der im Amt des Premierministers von 1906 bis 1911 tiefgreifende Reformen im Russischen Kaiserreich durchsetzte.

## Herkunft
Pjotr Stolypin stammte aus einer adligen russischen Familie und die meisten seiner Vorfahren bekleideten hohe Ämter im Staatsdienst. Die Familie besaß große Ländereien in ganz Russland. Väterlicherseits war er mit dem Dichter Michail Lermontow verwandt, sein Großvater mütterlicherseits war der russische General Michail Gortschakow (1793–1861). Sein Vater, General Arkadi Stolypin (1821–1899), war zeitweise russischer Gesandter im Deutschen Kaiserreich, weshalb Stolypin in Dresden geboren wurde. Seit 1884 war er mit Olga Borissowna Neidhardt verheiratet, der Tochter einer prominenten Moskauer Familie. Er hatte mit ihr fünf Töchter und einen Sohn.

## Karriere

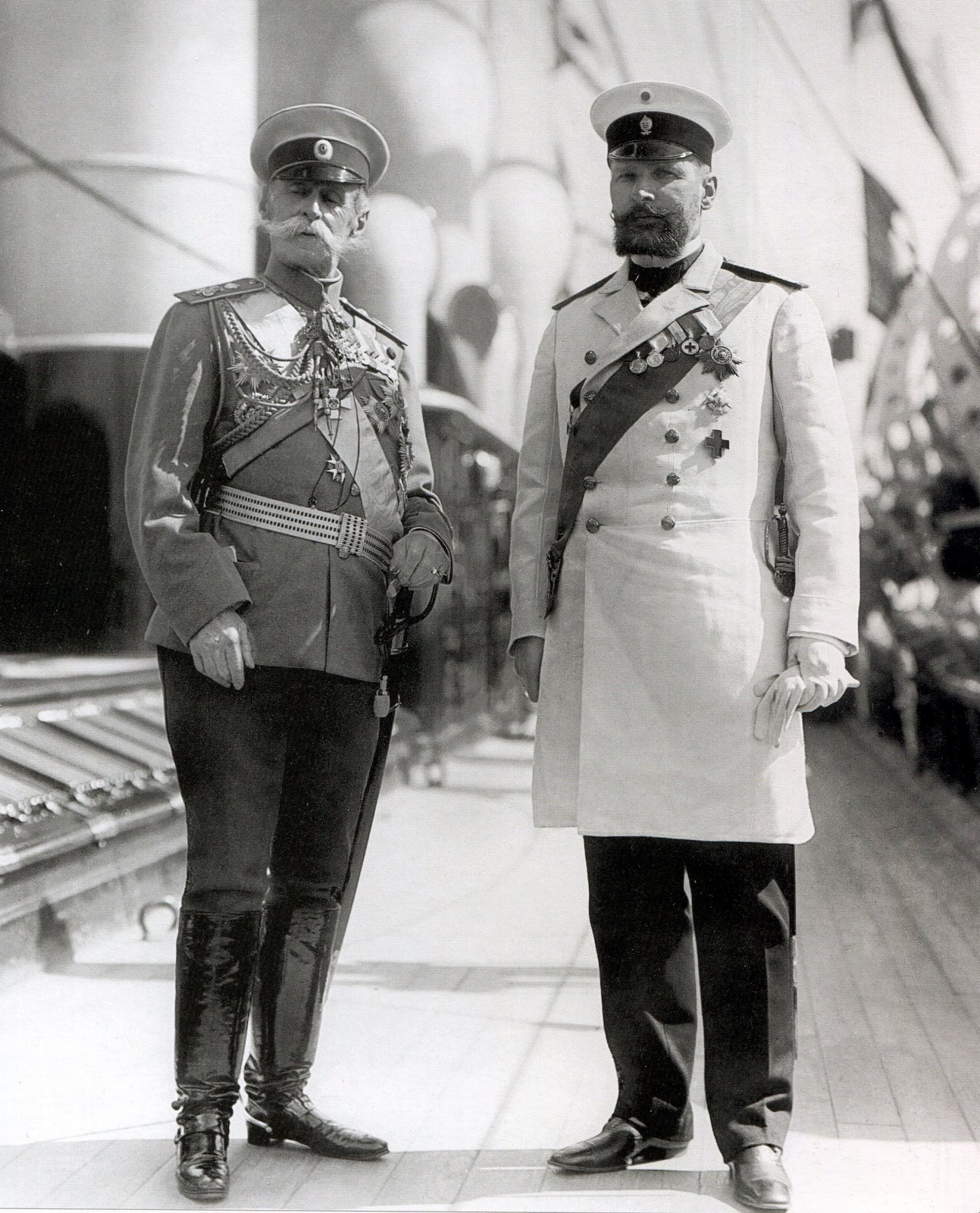
Pjotr Stolypin (1910), rechts im Bild

Die Kontakte seiner Familie ermöglichten Stolypin eine steile Karriere im Staatsdienst. Er absolvierte 1885 die Fakultät für Physik und Mathematik der Universität Sankt Petersburg. Bereits mit 27 Jahren leitete er die Adelsversammlung in der Hauptstadt des Gouvernements Wilna in Kowno. Nach einem einjährigen Intermezzo als Provinzgouverneur der belarussischen Stadt Grodno wurde Stolypin 1903 als Gouverneur nach Saratow in der Wolga-Region berufen. Dort machte er während der Revolution von 1905 mit Maßnahmen gegen die lokale revolutionäre Bewegung von sich reden. Deshalb wurde er 1906 von Zar Nikolaus II. erst zum Innenminister, dann zum Premierminister ernannt. Da die Duma sein Regierungsprogramm nicht billigte, war eine seiner ersten Amtshandlungen deren Auflösung. Stolypin wollte dadurch die radikalen Elemente der Volksvertretung schwächen, die die Zusammenarbeit mit der Regierung verweigerten und weiterhin auf einen revolutionären Umsturz setzten. Da daraufhin an mehreren Orten Revolten ausbrachen, bei denen auch hohe Staatsbeamte ermordet wurden, verhängte der Premierminister das Kriegsrecht über mehrere Gouvernements. Zur Wiederherstellung der Ordnung setzte er auf ein System von Standgerichten, die während seiner Amtszeit ungefähr 5.500 Todesurteile fällten. Dieses Vorgehen brachte ihm den Titel „Eiserner Premierminister“ ein.

## Politische Reformen

### Agrarreform
Stolypin war Monarchist, doch er erkannte, dass eine Reform des Regierungssystems notwendig war, um auf Dauer dessen Bestand zu sichern. Sein politisches Hauptziel war die Verhinderung einer gewaltsamen Revolution, die nach seiner Ansicht alle Bevölkerungsgruppen ins Elend stürzen würde. Er erkannte, dass sich der Staat vor allem um die Bauernschaft, den größten Teil der russischen Bevölkerung, kümmern müsse. Zwar war die Bauernbefreiung im Zarenreich 1861 von Alexander II. durchgesetzt worden, doch hatte sie der Bevölkerung wenig greifbare Vorteile gebracht. Die Bauern waren zwar nicht mehr an Grundbesitzer gekettet, allerdings waren sie im weiterhin bestehenden System aus Dorfgemeinschaften individuell ebenso unfrei. Das System der Gemeinschaften verteilte das Land unter den Bauern, erlaubte kein privates Eigentum an Grundbesitz und schränkte die Mobilität der Bauern ein, da jeder Einwohner an seine Gemeinschaft gebunden war.
Schon 1906 setzte Stolypin per Ukas das Recht auf privaten Landbesitz für Kleinbauern durch. Die folgenden Schritte wuchsen sich zu einer tiefgreifenden Agrarreform aus. Um die Bauernschaft ausreichend mit Kapital auszustatten und ihren Bildungsstand zu erhöhen, schuf er ein Ausbildungsprogramm und geringverzinste Agrarkredite. Ebenso initiierte er ein System von Genossenschaften, die den Bauern die Möglichkeit gaben, ihre Produktion durch den gemeinsamen Kauf und die Nutzung von Maschinen zu steigern. Das Ziel seines Programms war die Schaffung eines bäuerlichen Mittelstands, der sich durch eigene Leistung und staatliche Hilfe aus der Masse der egalitären Dorfgemeinschaften erheben konnte. Somit bot sich weiten Bevölkerungskreisen erstmals die Perspektive eines sozialen Aufstiegs, zumal die Landbevölkerung mit der neu gegründeten Agrarierpartei auch eine politische Vertretung bekam, die ihren Beitrag dazu leisten sollte, die jahrhundertelange politische Agonie des ehemals dritten Standes im Zarenreich zu überwinden. Dadurch sollte dieser größte Teil der Bevölkerung mit dem russischen Staat und dem Kapitalismus versöhnt werden und somit jeglichen revolutionären Bestrebungen unter der Landbevölkerung der Grund entzogen werden.

### Neulandgewinnung in Sibirien
Stolypin wollte nicht nur die soziale Stellung der Bauern stärken. Ebenso sollte das Zarenreich durch eine Erweiterung der Anbauflächen gesamtökonomisch vom Aufstieg der Bauernschaft profitieren. Hand in Hand mit seiner sozialen Reform ging ein Programm zur Neulandgewinnung. Dieses konzentrierte sich vor allem auf die Gebiete jenseits des Urals. Von 1908 bis zum Beginn des Ersten Weltkriegs fand eine Migration von über 2,8 Millionen Menschen nach Sibirien und Mittelasien statt. Hierzu wurden die Migranten mittels der sogenannten Stolypin-Waggons an den Zielort transportiert.

### Modernisierung des Staates
Stolypin hegte daneben noch weitere Pläne für einen Umbau der Autokratie in ein effizientes Regierungssystem. So entwarf er Pläne zur Schaffung von Ministerien für Gesundheit und ethnische Angelegenheiten. Ebenso sprach er sich, trotz seiner nationalistischen und monarchistischen Überzeugungen, für einen unabhängigen polnischen Staat aus, der über einen graduellen Prozess mehr und mehr Souveränität vom russischen Reich erhalten solle.

### Initiativen zur Gleichstellung der Juden
Angesichts der Rolle jüdischstämmiger Aktivisten bei der Revolution von 1905 sowie der Welle von Judenpogromen in dieser Zeit unternahm Stolypin mehrere Initiativen gegen die rechtliche Diskriminierung der jüdischen Bevölkerung des Zarenreichs. Ziel müsse es sein, „den nichtrevolutionären Teil des Judentums zu beruhigen und unsere Gesetzgebung von Sedimenten zu befreien, die als Quelle für zahllose missbräuchliche Anwendungen dienten“. Im Oktober 1906 schlug er dem Staatsrat ein Gesetzespaket vor, das auf die „völlige rechtliche Gleichstellung“ der jüdischen Bevölkerung abzielte. Als ersten Schritt regte er überdies gegenüber dem Zaren die Aufhebung der Beschränkungen für den Bau und die Tätigkeit der Choral-Synagoge in Moskau an. Doch dieser lehnte die Vorstöße ab, zur Begründung führte er „eine innere Stimme“ an.
Auch ordnete Stolypin eine Untersuchung an, um die Urheber der Protokolle der Weisen von Zion festzustellen. Damit sollte der Propaganda rechtsradikaler Kräfte über die angebliche Illoyalität der jüdischen Bevölkerung der Boden entzogen werden. Er unterrichtete Nikolaus II. von dem Ergebnis der Untersuchung, dass es sich eindeutig um Fälschungen handle; doch der Zar nahm nach den Aussagen von Zeitzeugen diese Information gleichmütig zur Kenntnis und ordnete keinerlei Maßnahmen an.

### Umgang mit Medien
Ebenso wie sein Amtsvorgänger Sergei Witte verstand es Stolypin, die Medien für seine Zwecke nutzbar zu machen. Er bestach Redakteure, finanzierte über 30 Zeitungen aus dem Budget des Innenministeriums und suchte den Kontakt zu ausländischen Journalisten, um Russlands Ruf in Europa zu verbessern.

## Rücktritt und Ermordung

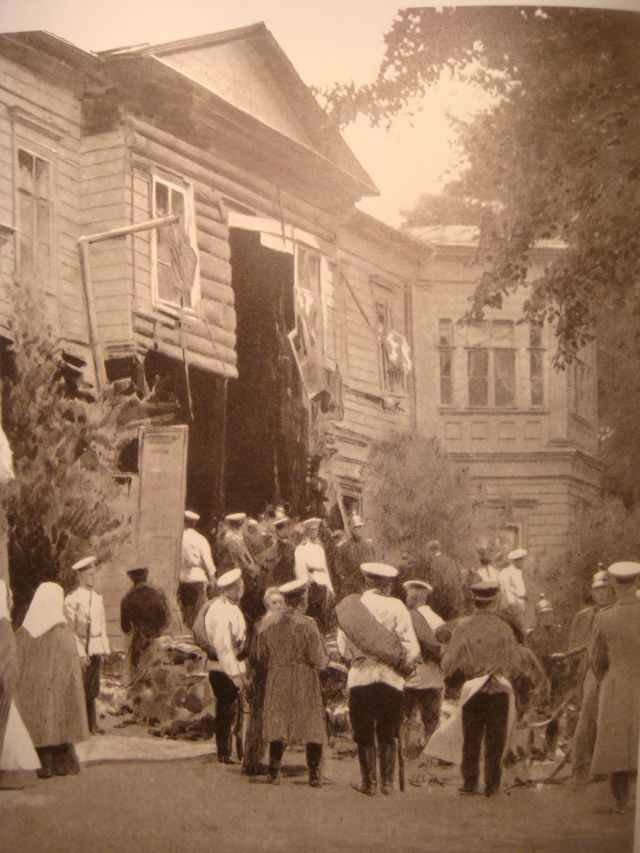
Stolypins zerstörtes Haus in St. Petersburg nach dem Attentat von 1906

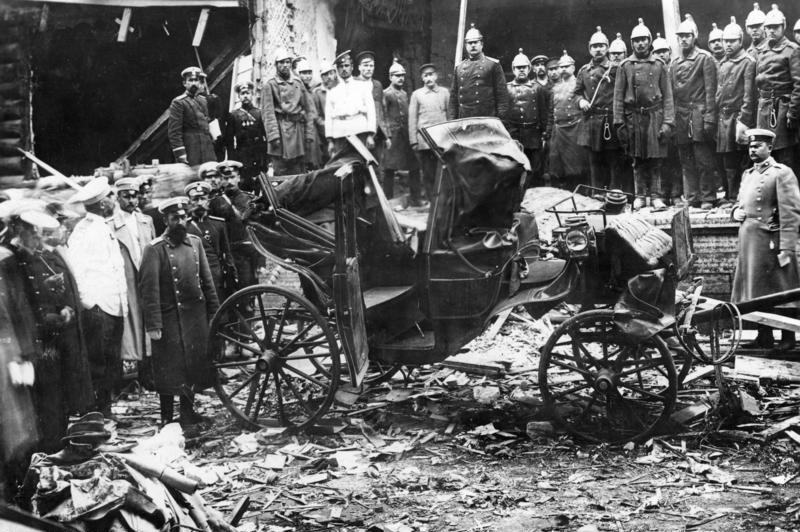
Kutsche nach dem Attentat 1906

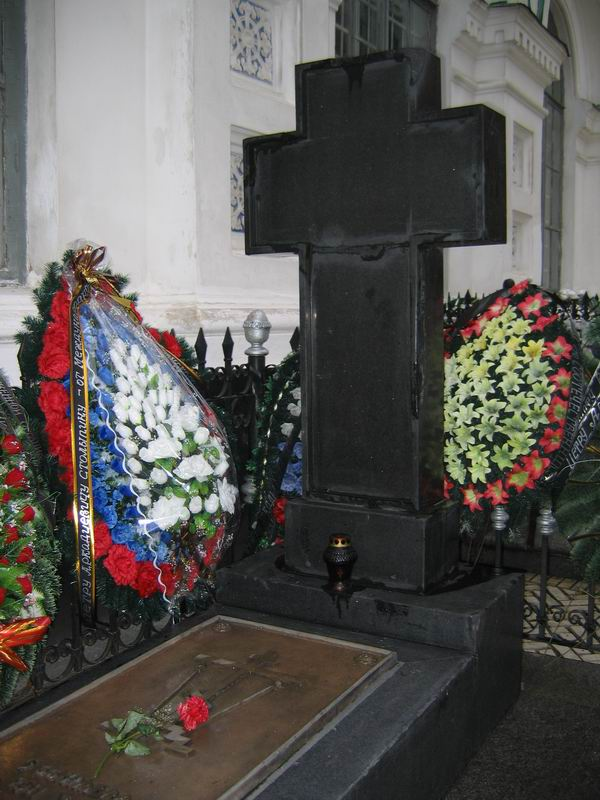
Stolypins Grab im Kiewer Höhlenkloster (2006)

Mit seinem Reformkurs machte sich Stolypin in allen politischen Lagern Feinde. Die Linken und die liberalen Konstitutionellen Demokraten sahen in ihm einen gewalttätigen Unterdrücker der revolutionären Bewegung. Vielen im rechten Lager gingen seine Modernisierungsideen zu weit. Die linke Opposition antwortete schon kurz nach seinem Amtsantritt mit offener Gewalt, die auch von manchen Duma-Abgeordneten gutgeheißen wurde. Führendes Element war hierbei die Partei der Sozialrevolutionäre, die Mord als politisch legitimes Mittel ansah.
Am 12. August 1906 wurde ein Bombenattentat auf Stolypin verübt. Der Anschlag forderte 27 Tote, verletzte ihn leicht und seine Tochter Natalja schwer.
Stolypin verlor im Laufe seiner Amtszeit mehr und mehr an Durchsetzungskraft. Als 1911 ein Gesetzesvorschlag über eine Ausweitung der Rechte der ländlichen Verwaltungsorganisation Semstwo von der Duma abgelehnt wurde, reichte der Ministerpräsident resigniert seinen Rücktritt ein.
Stolypin wurde am 14. September 1911 bei einem Besuch der Oper in Kiew vom Sozialrevolutionär Dimitri Bogrow, der in Kontakt mit der Ochrana stand, durch zwei Pistolenschüsse in die Brust schwer verletzt. Er erlag seinen schweren Verletzungen vier Tage später in der Kiewer Klinika Katschkowskyj und starb an einer allgemeinen Sepsis. Sein Grab befindet sich im Kiewer Höhlenkloster, denn er hatte Jahre zuvor in seinem Testament bestimmt: „Begrabt mich dort, wo ich ermordet wurde.“

## Weiteres
Das 1913 ihm zu Ehren in Kiew errichtete Pjotr-Stolypin-Denkmal wurde nach der Februarrevolution 1917 wieder entfernt.
2008 wurde Stolypin in einer Umfrage des russischen Staatsfernsehens Rossija 1 nach der wichtigsten Figur der russischen Geschichte mit knappem Abstand hinter Alexander Newski und vor Josef Stalin auf den zweiten Platz gewählt.